# Nougaroulet
Nougaroulet település Franciaországban, Gers megyében. Lakosainak száma 385 fő (2022. január 1.). Nougaroulet Ansan, Aubiet, Crastes, Leboulin, Marsan és Montaut-les-Créneaux községekkel határos.

## Népesség
A település népességének változása:
| Lakosok száma | 268  | 219  | 249  | 324  | 365  | 372  | 375  | 372  | 376  | 385  |
|               | 1968 | 1982 | 1990 | 2006 | 2013 | 2015 | 2017 | 2019 | 2020 | 2022 |